# Старогоряшинское сельское поселение
Старогоряшинское се́льское поселе́ние — муниципальное образование в Краснослободском районе Мордовии Российской Федерации.
Административный центр — село Старые Горяши.

## История
Статус и границы сельского поселения установлены Законом Республики Мордовия от 28 декабря 2004 года № 125-З «Об установлении границ муниципальных образований Краснослободского муниципального района, Краснослободского муниципального района и наделении их статусом сельского поселения, городского поселения и муниципального района».

## Население
| 2002  | 2010  | 2012  | 2013  | 2014  | 2015  | 2016  |
| ----- | ----- | ----- | ----- | ----- | ----- | ----- |
| 1283  | ↗1391 | →1391 | ↘1388 | ↘1364 | ↘1336 | ↘1299 |
| 2017  | 2018  | 2019  | 2020  | 2021  |       |       |
| ↘1287 | ↘1285 | ↘1266 | ↘1254 | ↗1470 |       |       |

## Состав сельского поселения
| № | Населённый пункт    | Тип населённого пункта       | Население |
| - | ------------------- | ---------------------------- | --------- |
| 1 | Барановка           | деревня                      | ↘4        |
| 2 | Бобылевские Выселки | деревня                      | ↗311      |
| 3 | Грачевник           | деревня                      | ↘110      |
| 4 | Лаушки              | деревня                      | ↘65       |
| 5 | Старые Горяши       | село, административный центр | ↗901      |

Дер. Грачёвник — родина советско-партийного работника М. Т. Мурюмина, ветврача, партийного работника Н. П. Чикирина.